# Емил Димитрієв
Емил Димитрієв (мак. Емил Димитриев, нар. 19 березня 1979 року Пробиштип, Македонія, Югославія) — македонський політик, прем'єр-міністр Республіки Македонія з 18 січня 2016 року і до 2017 року.

## Біографія
Народився в 1979 році в одній з республік СФРЮ — Соціалістичній Республіці Македонія.
Після відставки 15 січня 2016 року кабінету Ніколи Груєвскі за дорученням Президента Георге Іванова став виконуючим обов'язки прем'єр-міністра. За три дні був затверджений на цій посаді.

## Освіта
Має дві вищі освіти: Університет Святих Кирила і Мефодія в Скоп'є, Белградський університет.